# 恋小夜
恋小夜（こいさや、1987年10月10日 - ）は、日本の元AV女優。
東京都出身。
血液型：A型。身長：158cm、スリーサイズ：B88（Eカップ） / W60 / H88。趣味、特技：読書・カラオケ、スポーツ

## 略歴
- 2006年10月に『New Comer!』でAVデビュー。
- 2007年11月にアイデアポケットに移籍、『FIRST IDEAPOCKET』で専属セルデビュー。
- 2008年をもって引退。

## 出演作品

### アダルトビデオ
2006年
- New Comer!（10月28日、マックス・エー）
- 惚れ惚れ（11月29日、マックス・エー）
- 熱体夜（12月29日、マックス・エー）

2007年
- MAX GIRLS よくばり大回転（1月16日、マックス・エー） - 他出演:柚木ティナ、藤森ねね、北原多香子、佐藤ローラ、小栗杏菜
- シュールな快感（1月30日、マックス・エー）
- 淫口（2月23日、マックス・エー）
- 美巨乳まっくすまっくす4時間 PART2（2月28日、マックス・エー）
- MAX GIRLS 気まぐれ大回転（3月16日、マックス・エー）他出演:柚木ティナ、若菜ひかる、小栗杏菜、北原多香子、原更紗
- UREKKO（3月23日、マックス・エー）
- 制服狩り（4月20日、マックス・エー）
- MAX GIRLS 突アゲ突ヌケ大回転 （4月20日、マックス・エー）他出演:みひろ、吉崎直緒、前嶋美歩、渚
- 艶尻（5月18日、マックス・エー）
- MAX GIRLS 完全撮り下ろし! イキまくり7人スペシャル（5月18日、マックス・エー）他出演:柚木ティナ、北原多香子、佐藤ローラ、原更紗、若菜ひかる、灘坂舞
- 顔射まっくすまっくす4時間（5月25日、マックス・エー）
- 女優プライベート白書 Paparazzi 恋小夜 パパラッチ（6月15日、マックス・エー）
- MAX GIRLS 完全撮り下ろし! ヨガリまくり8人（6月15日、マックス・エー）他出演:みひろ、柚木ティナ、若菜ひかる、渚、吉崎直緒、美上セリ、橘くらら
- 騎乗位 まっくすまっくす4時間（6月29日、マックス・エー）
- MAX GIRLS 特大号 （7月13日、マックス・エー）他出演:柚木ティナ、北原多香子、佐藤ローラ、原更紗、長瀬茜、灘坂舞
- シルビル（7月27日、マックス・エー）
- MAX ピンクファイル あの新基準モザイクで魅せる!（8月17日、マックス・エー）
- FIRST IDEAPOCKET（11月1日［DVD］/2008年1月1日［VHS］、アイデアポケット）
- PERFECT BODY SEX（12月1日、アイデアポケット）

2008年
- エロ美女ナース（1月1日、アイデアポケット）
- 美しい女のエロ過ぎるSEX（2月1日、アイデアポケット）
- 恋小夜先生の誘惑授業（3月1日、アイデアポケット）
- CELEBRITY SOAP（4月1日、アイデアポケット）
- DIGITAL CHANNEL（5月1日、アイデアポケット）
- 6SEX（6月1日、アイデアポケット）
- Spermania VOL.20（7月1日、アイデアポケット）
- BEAUTY VENUS 2（8月1日、アイデアポケット）共演:穂花、松下怜

### イメージビデオ
- 裸体（2007年4月25日、シャッフル）